# Перевальный (приток Шайбины)
Перевальный — ручей на полуострове Камчатка в России. Протекает по территории Мильковского района. Длина ручья — 10 км.
Начинается на перевале Дальний к северу от горы Туманной. Течёт сначала на северо-восток, потом у перевала Марлиновского поворачивает на юг. Верховья ручья заболочены, низовья поросли лиственнично-берёзовым лесом. Впадает в реку Шайбина слева на расстоянии 19 км от её устья на высоте 304,8 метра над уровнем моря.
По данным государственного водного реестра России относится к Анадыро-Колымскому бассейновому округу. Код водного объекта — 19070000112220000014301.